# Camden (Míchigan)
Camden es una villa ubicada en el condado de Hillsdale en el estado estadounidense de Míchigan. En el Censo de 2010 tenía una población de 512 habitantes y una densidad poblacional de 234,78 personas por km².

## Geografía
Camden se encuentra ubicada en las coordenadas 41°45′18″N 84°45′22″O / 41.75500, -84.75611. Según la Oficina del Censo de los Estados Unidos, Camden tiene una superficie total de 2.18 km², de la cual 2.18 km² corresponden a tierra firme y (0%) 0 km² es agua.

## Demografía
Según el censo de 2010, había 512 personas residiendo en Camden. La densidad de población era de 234,78 hab./km². De los 512 habitantes, Camden estaba compuesto por el 99.41% blancos, el 0% eran afroamericanos, el 0.2% eran amerindios, el 0% eran asiáticos, el 0% eran isleños del Pacífico, el 0% eran de otras razas y el 0.39% pertenecían a dos o más razas. Del total de la población el 0.2% eran hispanos o latinos de cualquier raza.